# رينان سيلفا
رينان سيلفا (بالبرتغالية: Renan da Silva‏) مواليد 2 يناير 1989 لاعب كرة قدم من البرازيل يجيد اللعب في خط الوسط.

## روابط خارجية
- رينان سيلفا على موقع قاعدة بيانات كرة القدم.إي يو (الإنجليزية)
- رينان سيلفا على موقع Soccerway.com (الإنجليزية)